# Valentina Vasilyevna Tolkunova
Valentina Vasilyevna Tolkunova (tiếng Nga: Валентина Васильевна Толкунова) là một ca sĩ nhạc nhẹ nổi tiếng của Liên Xô và Nga. Bà được phong tặng danh hiệu Nghệ sĩ Danh dự của nước Nga Xô Viết vào năm 1979 và Nghệ sĩ Nhân dân Liên Xô vào năm 1987. Bà nổi tiếng với giọng hát trong trẻo và phong cách biểu diễn thể hiện rõ sự chân thành, nồng nhiệt.